# Leaburu
Leaburu is een gemeente in de Spaanse provincie Gipuzkoa in de regio Baskenland met een oppervlakte van 4 km². Leaburu telt 364 inwoners (1 januari 2016).